# Гремячки (Нижегородская область)
Гремя́чки — деревня в Богородском районе Нижегородской области. Входит в состав Каменского сельсовета.
В деревне есть несколько улиц: Ключевая, Ильинка, Луговая, Родниковая и Молодёжная. В центре деревни имеется ключевая купальня (температура воды +5 градусов).

## Население
| 1999 | 2002 | 2010 |
| ---- | ---- | ---- |
| 105  | ↘85  | ↗98  |

Национальный состав
Согласно результатам переписи 2002 года, в национальной структуре населения русские составляли 100 % из 85 человек..